# Septoria malvicola
Septoria malvicola är en svampart som beskrevs av Ellis & G. Martin 1887. Septoria malvicola ingår i släktet Septoria och familjen Mycosphaerellaceae.   Inga underarter finns listade i Catalogue of Life.